# کولون (نارینو)
کولون (انگلیسی: Colón, Nariño) نام شهری در کشور کلمبیا است.